# N-hydroxiamfetamin
N-hydroxiamfetamin, summaformel C9H13NO, är ett centralstimulerande medel. Ämnet används inte som läkemedel i Sverige.
Ämnet är en metabolit av amfetamin och har en molmassa på 151,2 gram/mol.
Substansen är narkotikaklassad i Sverige och ingår i förteckning I, men finns för närvarande inte upptagen i förteckningarna i internationella narkotikakonventioner.